# Direktorka
Direktorka (Červený dvůr) je zaniklá usedlost v Praze 10-Strašnicích, která se nacházela v jižní části Nákladového nádraží Žižkov při ulici U Nákladového nádraží. Je po ní pojmenována ulice K Červenému dvoru.

## Historie
Rozsáhlá vinice a polnosti pana Hynka Krušiny z Kumburku se v místech dvora rozkládaly již v polovině 15. století. V tomto století se menší vinice v okolí často uváděly jako „dílem zpustlé a vodou vymleté“. Koncem 18. století zde již existovala hospodářská a viniční usedlost jménem „Direktorka“, pozdější název „Červený dvůr“ vydržel až do jejího zániku před rokem 1938.
Podoba
Barokní usedlost tvořila obytná jednopatrová budova s mansardovou střechou a několik menších budov rozmístěných kolem obdélného dvora s jižní vjezdovou bránou. Severním směrem sousedila s dvorem Vápenka a na východě s dvorem Viktorka.
Zánik
Usedlost zanikla při výstavbě Nákladového nádraží Žižkov.